# 篠山川

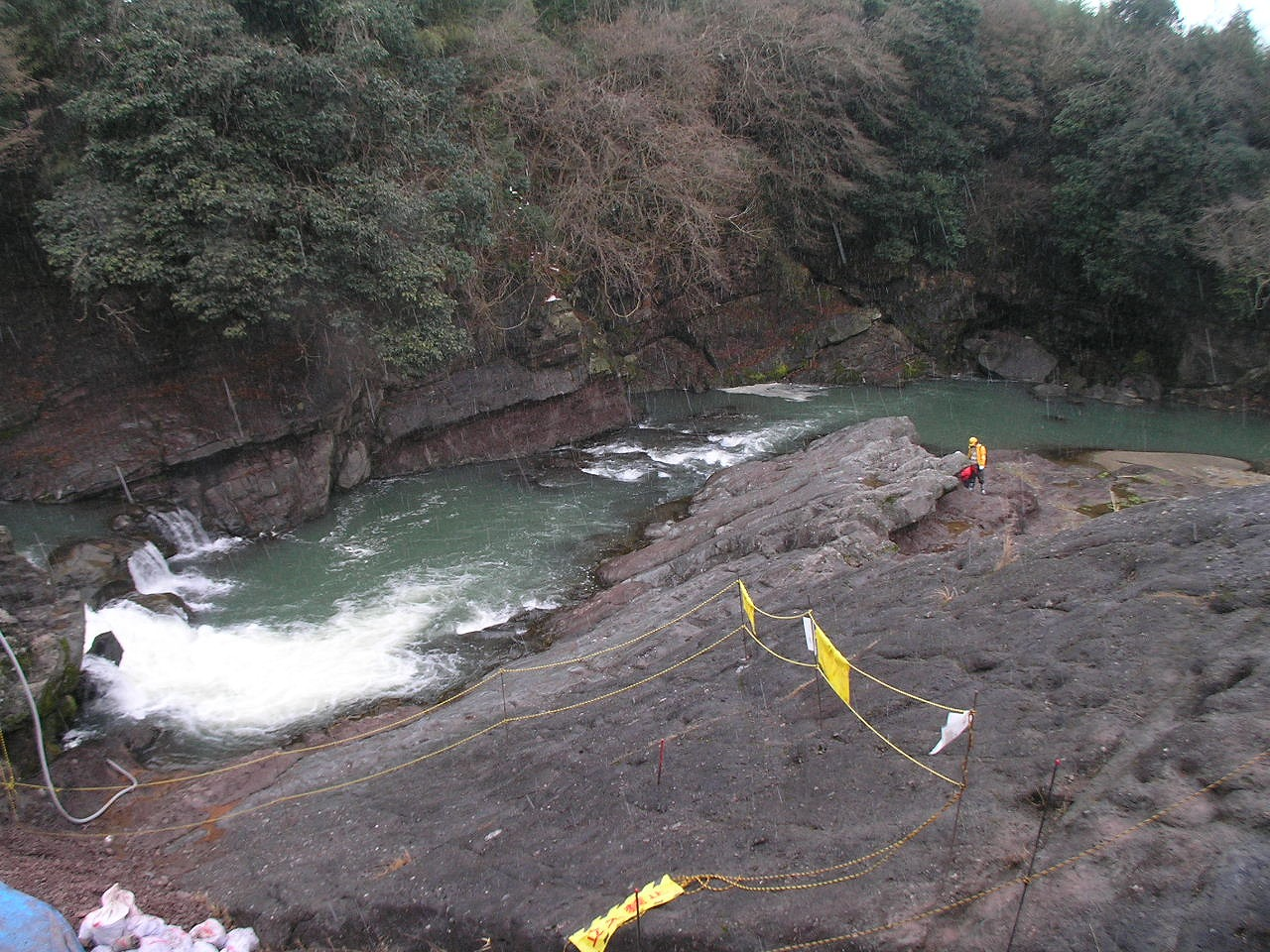
丹波竜が発掘された現場

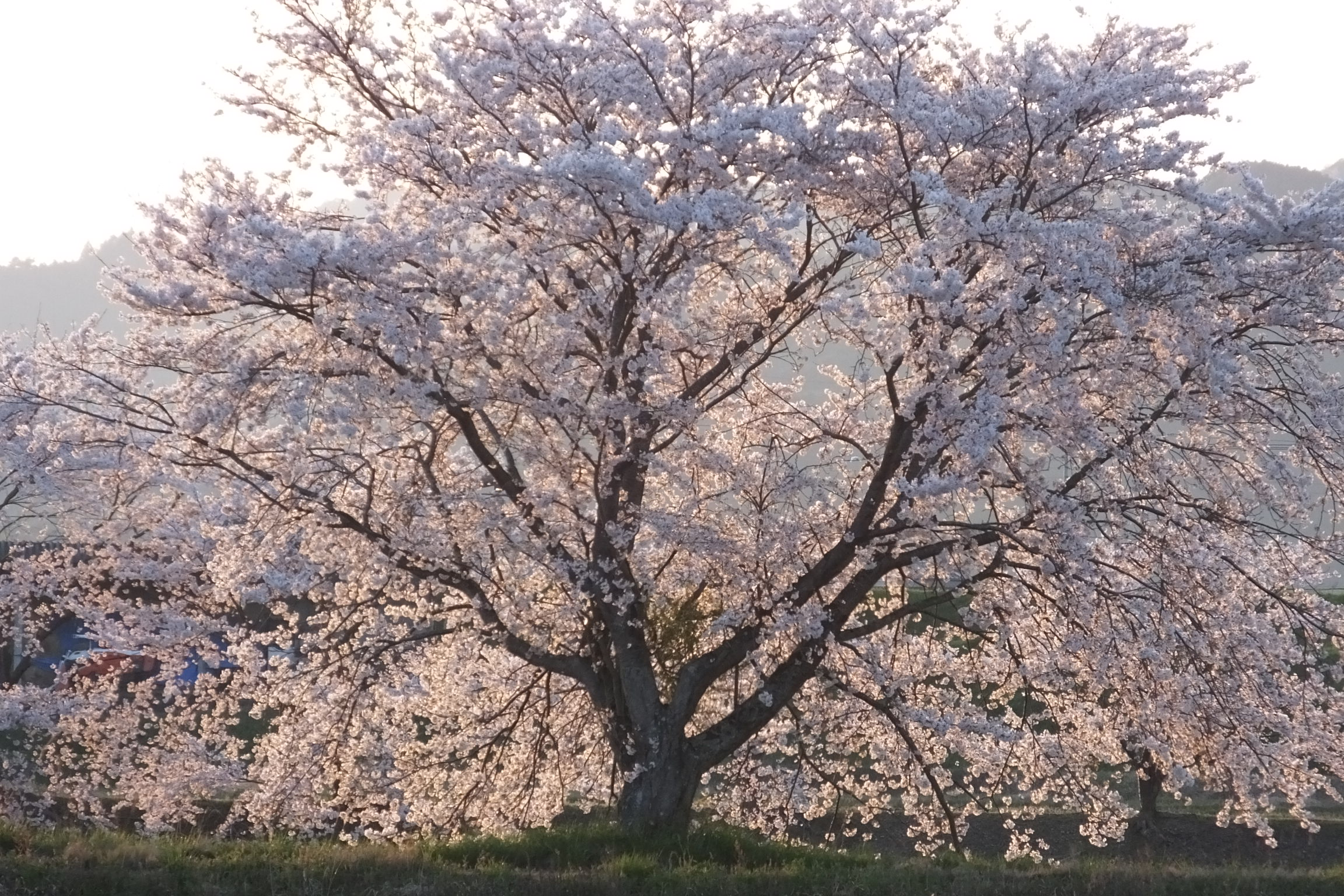
篠山川堤防のソメイヨシノ

篠山川（ささやまがわ）は、加古川水系の支流で、兵庫県中部を流れる一級河川。
ヴュルム氷期までは、篠山盆地より上流は武庫川水系だったが、河川争奪の結果、川代渓谷を経て加古川に合流するようになったとされる。
2006年8月には篠山川河床の篠山層群から、ティタノサウルス形類と推測される恐竜「丹波竜」の化石が発掘された。

## 地理
兵庫県・京都府境の雨石山西麓に発し、小金ヶ嶽南麓を取り巻くように南下する。篠山盆地に出てからは概ね西流。丹波篠山市街を潤してから川代渓谷を抜け、丹波市山南町井原付近で加古川（佐治川）に注ぐ。西脇市とは、河口付近の左岸で約1.4kmだけ接する。丹波篠山市内の堰堤のほとんどの区間にソメイヨシノが植樹されている。

## 流域の自治体
兵庫県
丹波篠山市、丹波市、西脇市

## 支流
- 籾井川
- 辻川
- 畑川
- 奥谷川
- 監物川
- 藤岡川
- 田松川
- 宮田川
- 大田川

## 並行する交通
- JR西日本 福知山線
- JR西日本 加古川線
- 国道173号
- 国道372号
- 兵庫県道36号西脇篠山線
- 兵庫県道77号篠山山南線
- 兵庫県道702号篠山京丹波線

1915年から1944年まで篠山鉄道が、1944年から1972年まで国鉄篠山線が中流部を平行していた。

## 流域の観光地

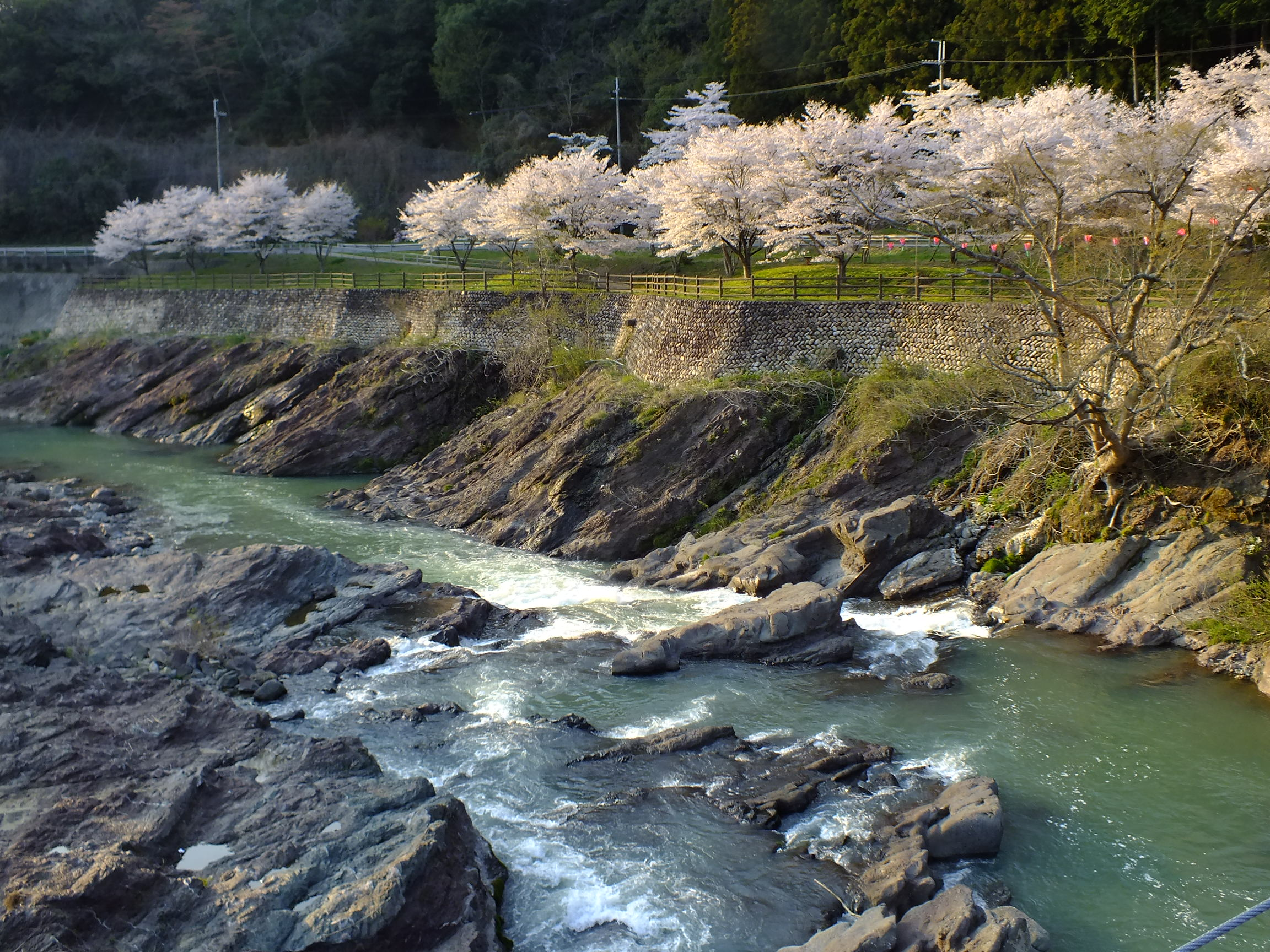
川代渓谷を左岸から右岸側を望む。

- 王地山公園
- 丹波篠山の街並
  - 大正ロマン館 - 旧篠山町役場。
  - 篠山城址
  - 丹波篠山市立田園交響ホール
  - 丹波篠山市立歴史美術館
  - 春日神社
  - 篠山伝統的建造物群保存地区
  - 鳳鳴酒造-酒蔵
- お菓子の里丹波
- 川代渓谷

## 主な橋梁
- 山崎橋 - 県道77号線
- 金屋橋
- （ＪＲ加古川線）
- 岡本橋
- 久下大橋 - 県道86号線
- 谷川大橋
- 大谷橋
- 太田橋 - 県道77号線
- 上久下橋 - 県道77号線
- 広田のつり橋
- 阿草橋 - 県道292号線
- 第三篠山川橋梁 - （福知山線）
- 川代公園の吊橋
- 第二篠山川橋梁 - （福知山線）
- 第一篠山川橋梁 - （福知山線）
- 川代橋
- 川代ダム管理橋
- （川代ダム）
- 一ノ瀬橋
- 小瀧橋 - 国道176号線
- 新田橋
- 篠山川橋 - 舞鶴若狭自動車道
- 西紀大橋
- 渡瀬橋 - 県道36号線
- 監物橋 - 県道49号線
- 京口橋 - 県道77号線
- 弁天橋
- 八幡橋 - 県道305号線
- 泉橋 - 県道304号線
- 北嶋橋
- 馬渡橋
- 北条橋 - 県道702号線
- 塩岡橋
- 明永橋
- 矢田橋 - 県道508号線
- 上川原橋
- 岩鼻橋
- 坂本橋
- 大橋
- （国道173号線）
- 茶屋之上橋
- 三ノ宮橋